# Louis Davout
Pour les autres membres de la famille, voir Famille d'Avout.
Louis Nicolas Marie Bernard Davout, 4e duc d’Auerstaedt, est né le 24 mars 1877 à Clermont-Ferrand (Puy-de-Dôme, Auvergne) et décédé le 1er mars 1958 à Saint-Gaudens (Haute-Garonne, Midi-Pyrénées). C'est un aristocrate et militaire français, combattant de la Première Guerre mondiale.

## Biographie

### Famille
Louis Davout est le fils de Léopold Davout (1829-1904) général français, 3e duc d’Auerstaedt, et d’Alice de Voize (1845-1935).

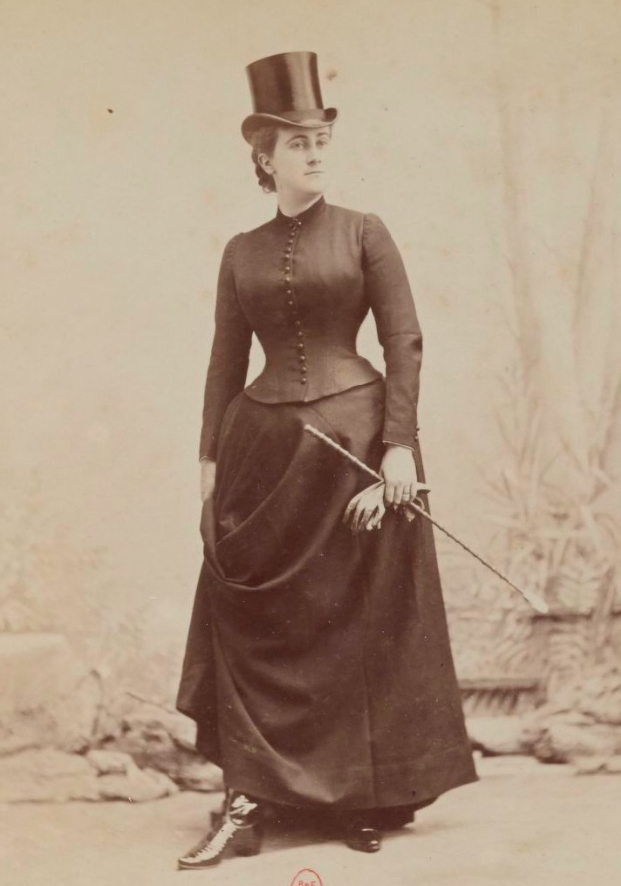
Hélène de Lafaulotte.

Il épouse civilement dans le 8e arrondissement de Paris le 19 février 1902 et religieusement en l’église Saint-Philippe-du-Roule le lendemain Hélène-Eugénie-Françoise-Marie Étignard de Lafaulotte (née dans le 8e arrondissement de Paris le 10 septembre 1880 et décédée à Bellozanne le 14 janvier 1946), fille d’Henri et de Marie-Malvina-Françoise-Amandine Pajol. De cette union sont nés quatorze enfants.

### Formation
Louis Davout fut élève de l’École de Saint-Cyr (promotion 1896-1898).

### Carrière
Officier d’infanterie pendant la Première Guerre mondiale, il est grièvement blessé à Crugny-sur-Ardre, en Champagne, en mai 1918,. 
Il prend sa retraite avec le grade de chef de bataillon. 

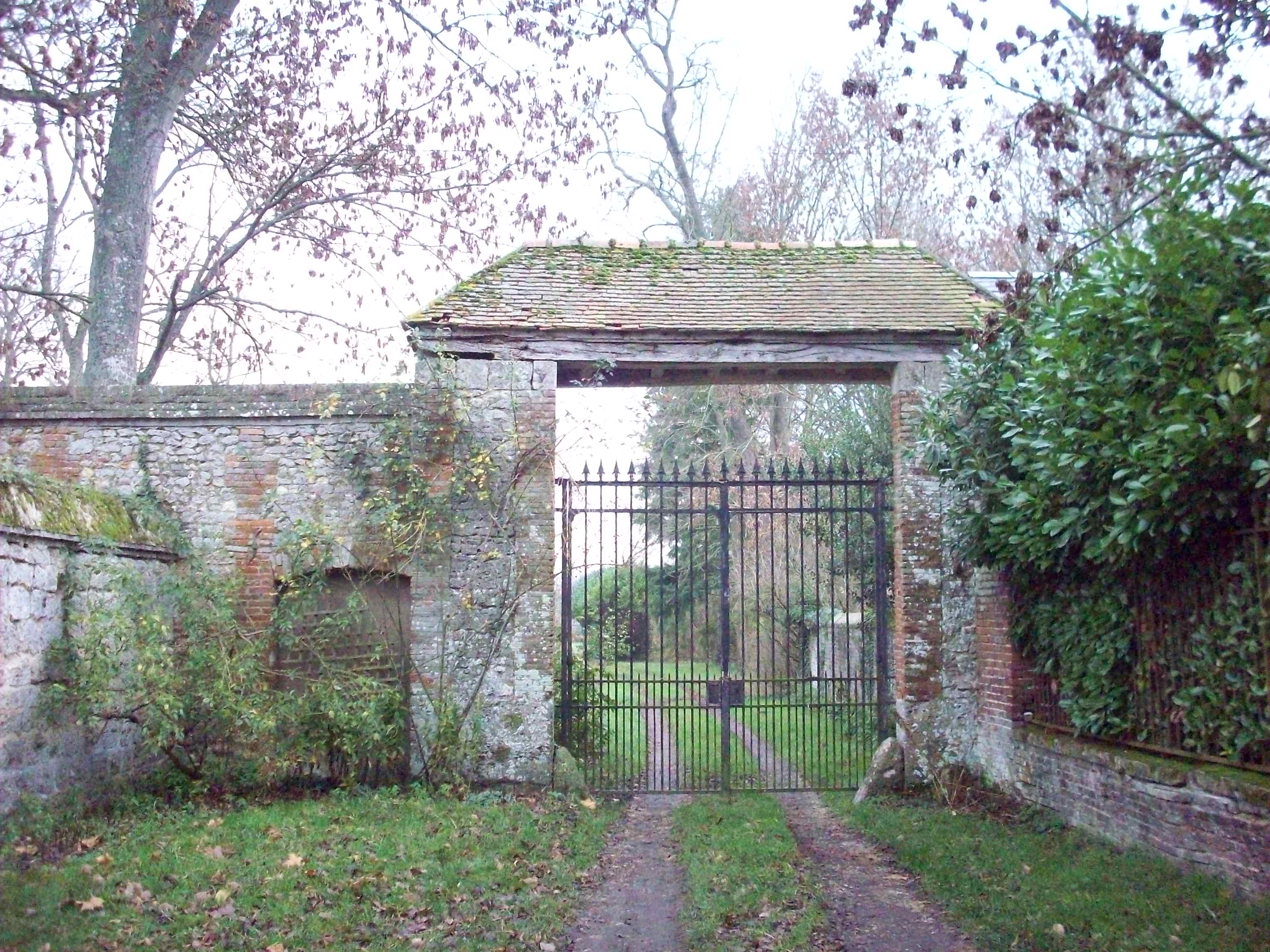
Porterie de l’ancienne abbaye Notre-Dame de Bellozanne.

Louis Davout habitait au château de Bellozanne dans la commune de Brémontier-Merval (Seine-Inférieure), château qu'il tenait de sa femme.
Louis Davout fut maire de Brémontier-Merval de 1928 à 1945, succédant à son beau-père Henri Étignard de La Faulotte qui occupait cette fonction depuis 1881.
Il fut membre fondateur du comité de l’Association d’entraide de la noblesse française (ANF),.

## Décorations
- Commandeur de la Légion d'honneur[2],[6],[Note 4]
- Croix de guerre 1914–1918[2], [6].